# Teddy Kriegk
Willy Ferdinand Auguste Kriegk, detto Teddy (Bordeaux, 11 agosto 1895 – Talence, 8 aprile 1980), è stato un allenatore di pallacanestro francese.

## Carriera
Ha guidato la Francia ai Giochi olimpici di Berlino 1936.